# Liverpool Street (Roman)
Liverpool Street ist ein Roman von Anne C. Voorhoeve aus dem Jahr 2007. Er handelt von der elfjährigen Jüdin Franziska Mangold, die 1939 mit einem Kindertransport nach England fliehen muss, wo sie bei einer Pflegefamilie unterkommt. Für das Werk wurde der Autorin im Erscheinungsjahr der Buxtehuder Bulle verliehen.

## Rezensionen
„In der Summe handelt es sich bei Liverpool Street von Anne C. Voorhoeve um ein sehr schön zu lesendes Buch. Das behandelte Thema – Juden im Zweiten Weltkrieg – ist sicherlich nicht neu, doch mittels der sympathischen Hauptfigur, den nicht ganz alltäglichen Umständen und der schönen Erzählweise hebt sich das Buch positiv aus der Masse derartiger Veröffentlichungen hervor.“ (roterdorn.de von mary-p)
„Die Geschichte ist emotional aufwühlend schmerzlich. Man bekommt Einblick in ihre Gefühle, in ihre Ängste und Hoffnungen.“ (leselupe.de von Heike Rau)
„Dieser Roman beschäftigt sich aus einer ungewohnten Perspektive mit der Judenverfolgung und dem Krieg, behandelt er doch kaum die Vorgänge im Nazi-Deutschland, sondern das Leben der nach England geretteten jüdischen Kinder. Umso interessanter ist es, einmal zu erfahren, wie es jenen erging, die gerettet wurden.“ (buchinformation.de S. Brink)

### Textausgaben
- Anne C. Voorhoeve: Liverpool Street, Ravensburg: Ravensburger Buchverlag, 2007, ISBN 978-3473352647